# 1. FC Köln (női csapat)
Az 1. FC Köln, teljes nevén 1. Fußball-Club Köln 01/07 e. V. egy német sportegyesület, amelynek van női labdarúgó szakosztálya is, amely a német női első osztályban szerepel.

## Klubtörténet
2009-ben az FFC Brauweiler Pulheim egyesülésével jött létre a klub, amely a Bundesliga 2-ben kezdte meg a 2009–10-es szezont. A harmadik helyen végeztek első idényükben, Bilgin Defterli 22 góljával csoportjuk legeredményesebb góllövője lett.
A kupában a negyeddöntőben az FCR 2001 Duisburg ellen este ki. A következő szezonban második helyen végeztek az SC Freiburg mögött. A 2011–12-es idényben csak a negyedikek lettek a bajnokságban. A következő szezonban ismét megismételték a második helyet. A 2013–14-es szezonban megint csak a második helyen végeztek, de az azt követő idényben magabiztosan 22 pontos előnnyel lettek csoportjuk bajnokai. Lise Overgaard Munk pedig 26 góllal lett gólkirálynő. Az élvonalban nem sok sikerben volt része a klubnak, utolsóként mindössze 12 ponttal kiestek.
A 2016–17-es szezonban a másodosztályban a második helyen végeztek, de mivel a TSG 1899 Hoffenheim második csapata nem volt jogosult az élvonalban való részvételhez, így ők jutottak fel.

## Játékoskeret
2020. augusztus 31-i állapotnak megfelelően.
| #  |     | Poszt | Név                    |
| -- | --- | ----- | ---------------------- |
| 1  | GER | K     | Pauline Nelles         |
| 30 | GER | K     | Manon Klett            |
| 2  | SUI | V     | Francesca Calò         |
| 3  | AUT | V     | Sabrina Horvat         |
| 4  | GER | V     | Marith Müller-Priessen |
| 21 | GER | V     | Peggy Nietgen          |
| 27 | GER | V     | Kristina Hild          |
| 31 | GER | V     | Rachel Rinast          |
| 9  | GER | KP    | Lena Lotzen            |
| 12 | GER | KP    | Alicia Gudorf          |
| 17 | JPN | KP    | Hirano Júka            |

| #  |     | Poszt | Név             |
| -- | --- | ----- | --------------- |
| 18 | GER | KP    | Johanna Tietge  |
| 20 | GER | KP    | Anja Pluger     |
| 24 | GER | KP    | Theresa Gosch   |
| 7  | GER | CS    | Carolin Schraa  |
| 8  | GER | CS    | Mandy Islacker  |
| 10 | ISR | CS    | Sharon Beck     |
| 11 | GER | CS    | Eunice Beckmann |
| 13 | GER | CS    | Karoline Kohr   |
| 22 | IRE | CS    | Amber Barrett   |
| 25 | GER | CS    | Sonja Giraud    |

## Sikerlista
- Bundesliga 2 Nord: 2014-15, 2020-21

## Külső hivatkozások
- A Köln honlapja Archiválva 2017. július 4-i dátummal a Wayback Machine-ben